# Villa Whitaker
Villa Whitaker è una dimora storica che si trova a Palermo, nell'odierna via Cavour, 6. È sede della Prefettura di Palermo.

## Storia
La costruzione della villa iniziò nel 1884, progettata dall’architetto di fiducia della famiglia Whitaker, Henry Christian. Joshua “Joss” Whitaker (1849-1926), dopo il matrimonio con Euphrosyne Manuel, si stabilì in questa villa in stile gotico veneziano. Era contornata da un grande parco sistemato dal giardiniere di famiglia, Emilio Kuzmann.
Dal 1946 al 1972 fu sede del Circolo artistico. Oggi è sede operativa della prefettura di Palermo, mentre è Villa Pajno, la residenza del prefetto, in via Libertà.